# Tatsuki Kobayashi
Tatsuki Kobayashi (født 5. maj 1985) er en japansk fodboldspiller, som spiller for den japanske fodboldklub Thespakusatsu Gunma.